# Бледият ездач
„Бледият ездач“ (на английски: Pale Rider) е уестърн на режисьора Клинт Истууд, който излиза на екран през 1985 година. Клинт Истууд е и продуцент и изпълнител на главната роля.

## Сюжет
Мистериозен проповедник пристига в златотърсачески лагер до малко планинско градче. Хората са в смъртоносна опасност от алчността на безмилостен земевладелец, решил да им отнеме земята, а местния шериф го подкрепя. Единственият, достатъчно смел да ги спаси, е този странен проповедник, дошъл от никъде, с тъмно минало и неизвестно име. Той е техният отмъстител.

## В ролите
| Актьор          | Роля           |
| --------------- | -------------- |
| Клинт Истууд    | Проповедникът  |
| Майкъл Мориарти | Хъл Барет      |
| Кари Снодгрес   | Сара Уилър     |
| Кристофър Пен   | Джош Лахуд     |
| Ричард Дайсарт  | Кой Лахуд      |
| Сидни Пени      | Меган Уилър    |
| Джон Ръсел      | Шериф Стокбърн |
| Ричард Кил      | Клъб           |